# Ichthyolaria
Ichthyolaria es un género de foraminífero bentónico de la Subfamilia Ichthyolariinae, de la familia Ichthyolariidae, de la superfamilia Robuloidoidea, del suborden Lagenina y del orden Lagenida. Su especie tipo es Frondicularia bicostata. Su rango cronoestratigráfico abarca desde el Lopingiense (Pérmico superior) hasta el Jurásico superior.

## Clasificación
Ichthyolaria incluye a las siguientes especies:
- Ichthyolaria acutangulata †
- Ichthyolaria bicostata †
- Ichthyolaria crassatina †
- Ichthyolaria cuneata †
- Ichthyolaria densicostata †
- Ichthyolaria gigantea †
- Ichthyolaria hidasi †
- Ichthyolaria latilimbata †
- Ichthyolaria levicostata †
- Ichthyolaria natella †
- Ichthyolaria nessensis †
- Ichthyolaria nympha †
- Ichthyolaria parvolimbata †
- Ichthyolaria permotaurica †
- Ichthyolaria primitiva †
- Ichthyolaria serotriadica †
- Ichthyolaria serraticostata †
- Ichthyolaria squamosa †
- Ichthyolaria suboxfordiana †
- Ichthyolaria sulcata †
- Ichthyolaria terquemi †
- Ichthyolaria tundrica †
- Ichthyolaria valeevae †